# Deuterodon supparis
Deuterodon supparis is een straalvinnige vissensoort uit de familie van de karperzalmen (Characidae). De wetenschappelijke naam van de soort is voor het eerst geldig gepubliceerd in 1992 door Lucena & Lucena.